# The Sims 3: Ambitions
The Sims 3: Ambitions (Els Sims: Triunfadors, no disponible en català) és la segona expansió del videojoc de simulació de vida The Sims 3. Amb aquesta expansió s'hi afegeixen noves habilitats i professions. Es va anunciar oficialment el 4 de març del 2010, tot i que abans d'aquesta data ja se n'havien difós algunes imatges. Una de les noves característiques que porta aquesta segona expansió és que els jugadors poden controlar el Sim dins de la feina.

## Característiques
- Per primera vegada, es pot controlar les accions del Sim mentre es troba a la feina.
- Les eleccions dins de la feina poden canviar la ciutat i afectar els altres Sims.
- Si es segueix la professió d'arquitectura es pot arribar a modificar l'estructura de la ciutat.
- La feina afectarà directament l'estat d'ànim del Sim, factors del barri i d'altres.
- Es podrà obrir una botiga per vendre-hi escultures i invents creats pel Sim.
- Els Sims hauran de fer la bugada, ja que s'afegeixen les rentadores i assecadores.